# Montacuta echinocardiophila
Montacuta echinocardiophila is een tweekleppigensoort uit de familie van de Lasaeidae. De wetenschappelijke naam van de soort is voor het eerst geldig gepubliceerd in 1964 door Habe.